# 谢尔宾斯基地毯
谢尔宾斯基地毯（Sierpinski carpet），是由波蘭數學家瓦茨瓦夫·谢尔宾斯基于1916年提出的一种分形，是自相似集的一种。它的豪斯多夫维是 log 8/log 3 ≈ 1.8928。门格海绵是它在三维空间中的推广。

## 构造
谢尔宾斯基地毯的构造与谢尔宾斯基三角形相似，区别仅在于谢尔宾斯基地毯是以正方形而非等边三角形为基础的。将一个实心正方形划分为{\displaystyle 3\times 3}的9个小正方形，去掉中间的小正方形，再对余下的小正方形重复这一操作便能得到谢尔宾斯基地毯。
谢尔宾斯基地毯可以由以下计算机程序构造：
```
 /**
 确定一个特定位置的点是否被填充。
 
 @param x	是被选点的X座标
 @param y	是被选点的Y座标
 @param width	是谢尔宾斯基地毯被指定的宽度
 @param height	是谢尔宾斯基地毯被指定的高度
 @return 当被填充，返回1；而未被填充时，返回0
 */
 int isSierpinskiCarpetPixelFilled(int x,int y,int width,int height)
 {
     // 基本情况
  if (x<1)
  {
       return 0;
  }
     
   // 通用情况
   {
    /*
      若网格被分为9个部分，x,y会被填入部分(x2,y2)的？
    */
    int x2 = x*3/width; // 一个处在0到2之间的整形
    int y2 = y*3/height; // 一个处在0到2之间的整形
    
      if (x2==1 && y2==1) // 若点在中心方块内，其应被填充。
         return 1;
     
      /* 偏移x和y，它们应分别落在0..width/3和0..height/3
        并适配递归调用
      */ 
      x-=x2*width/3;
      y-=y2*height/3;
   
  }
  
  return isSierpinskiCarpetPixelFilled(x,y,width/3,height/3);
 }
```